# Enoplolaimus medius
Enoplolaimus medius is een rondwormensoort uit de familie van de Thoracostomopsidae.